# John Balcerzak
Pour les articles homonymes, voir Balcerzak.
 (septembre 2022).
La mise en forme du texte ne suit pas les recommandations de Wikipédia : il faut le « wikifier ».
Les points d'amélioration suivants sont les cas les plus fréquents. Le détail des points à revoir est peut-être précisé sur la page de discussion.
- Les titres sont pré-formatés par le logiciel. Ils ne sont ni en capitales, ni en gras.
- Le texte ne doit pas être écrit en capitales (les noms de famille non plus), ni en gras, ni en italique, ni en « petit »…
- Le gras n'est utilisé que pour surligner le titre de l'article dans l'introduction, une seule fois.
- L'italique est rarement utilisé : mots en langue étrangère, titres d'œuvres, noms de bateaux, etc.
- Les citations ne sont pas en italique mais en corps de texte normal. Elles sont entourées par des guillemets français : « et ».
- Les listes à puces sont à éviter, des paragraphes rédigés étant largement préférés. Les tableaux sont à réserver à la présentation de données structurées (résultats, etc.).
- Les appels de note de bas de page (petits chiffres en exposant, introduits par l'outil «  Source ») sont à placer entre la fin de phrase et le point final[comme ça].
- Les liens internes (vers d'autres articles de Wikipédia) sont à choisir avec parcimonie. Créez des liens vers des articles approfondissant le sujet. Les termes génériques sans rapport avec le sujet sont à éviter, ainsi que les répétitions de liens vers un même terme.
- Les liens externes sont à placer uniquement dans une section « Liens externes », à la fin de l'article. Ces liens sont à choisir avec parcimonie suivant les règles définies. Si un lien sert de source à l'article, son insertion dans le texte est à faire par les notes de bas de page.
- La présentation des références doit suivre les conventions bibliographiques. Il est recommandé d'utiliser les modèles {{Ouvrage}}, {{Chapitre}}, {{Article}}, {{Lien web}} et/ou {{Bibliographie}}. Le mode d'édition visuel peut mettre en forme automatiquement les références.
- Insérer une infobox (cadre d'informations à droite) n'est pas obligatoire pour parachever la mise en page.

Pour une aide détaillée, merci de consulter Aide:Wikification.
Si vous pensez que ces points ont été résolus, vous pouvez retirer ce bandeau et améliorer la mise en forme d'un autre article.
John A. Balcerzak, né le 13 avril 1957, est un ancien policier américain du Milwaukee.
John Balcerzak et Joseph T. Gabrish font l'objet d'un intérêt national en 1991, alors qu'ils sont suspendus avec solde puis licenciés pour avoir remis un garçon de quatorze ans blessé au tueur en série Jeffrey Dahmer malgré les protestations de passants, ainsi que pour les propos homophobes qu'ils ont tenus lors de l'incident. Les officiers ont fait appel de leur licenciement et ont ensuite été réintégrés avec un arriéré de salaire de 55 000 $ chacun par le juge Robert J. Parins. Balcerzak a été président de la Milwaukee Police Association (le syndicat de la police des agents de Milwaukee) de 2005 à 2009. Balcerzak a pris sa retraite et ainsi quitté le département de police de Milwaukee en 2017.

## Incident avec Dahmer
Trois femmes, Sandra Smith, Tina Spivey et Nicole Childress, découvrent la victime, Konerak Sinthasomphone, âgé de 14 ans, après qu'il a réussi à s'échapper de l'appartement de Jeffrey Dahmer, nu, contusionné, la région des fesses en sang et lourdement sous influence de stupéfiants,. Nicole Childress appelle les secours et John Balcerzak, Joseph T. Gabrish et Richard Porubcan répondent, ainsi qu'une ambulance du service des pompiers,. Le personnel ambulancier pense que Sinthasomphone a besoin de soins mais est renvoyé par les agents. En raison des drogues et de ses lésions cérébrales, l'immigrant laotien est incapable de communiquer sa situation aux autorités ou aux trois femmes, bien qu'il réside dans le pays depuis dix ans et parle couramment anglais,,. Dahmer parvient à convaincre la police que le garçon est son amant de 19 ans, malgré les protestations des trois femmes.
Sandra Smith reconnaît le garçon du quartier et les trois femmes réitèrent leurs inquiétudes, mais les agents, convaincus que l'incident n'est qu'une dispute conjugale, leur ordonnent de « la fermer ». Les trois agents raccompagnent Sinthasomphone jusqu'à l'appartement de Dahmer. Balcerzak a déclaré qu'il ne sentait rien d'inhabituel, mais Gabrish a affirmé qu'il avait détecté une odeur nauséabonde, émanant probablement du corps de Tony Anthony Hughes, assassiné par Dahmer trois jours plus tôt,. Les agents qualifient l'incident de « querelle domestique entre homosexuels » et en restent là. Environ dix minutes après le départ de la police, Glenda Cleveland, la tante de Nicole Childress et mère de Sandra Smith, téléphone à la police et est mise en contact avec John Balcerzak, qui ne tient pas compte de ses préoccupations et refuse de prendre les noms de sa nièce et de sa fille comme témoins,. Moins d'une heure plus tard, Dahmer assassine Sinthasomphone, pratique un acte sexuel oral sur son cadavre et le démembre,. Pour les meurtres de Sinthasomphone et de seize autres individus de 1978 à 1991, Dahmer est condamné à quinze peines consécutives de réclusion à perpétuité sans possibilité de libération conditionnelle en 1992. Il est battu à mort en 1994 par un codétenu, le meurtrier Christopher Scarver.
À la suite de l'arrestation de Dahmer, une cassette audio de Balcerzak et Gabrish faisant des déclarations homophobes à leur répartiteur et plaisantant sur le fait d'avoir réuni les « amants » fait l'objet de critiques virulentes. Ils sont licenciés et Porubcan est suspendu pendant un an,,,. En omettant de vérifier l'identité de Dahmer, les policiers n'ont pas pu découvrir qu'il s'agissait d'un délinquant sexuel condamné pour pédophilie en 1988, la victime étant le frère aîné de Sinthasomphone, âgé de 13 ans à l'époque. Milwaukee a dû verser à la famille du jeune homme une somme de 850 000 $ en règlement d'un procès concernant la gestion de la situation par la police.
Les deux agents ont fait appel de leur licenciement. Le juge Robert J. Parins statue en leur faveur et ils sont réintégrés en juin 1994,.

## Service en tant que responsable syndical
En mai 2005, Balcerzak est élu président de la Milwaukee Police Association, battant Sebastian Raclaw par 521 voix contre 453. En tant que président, il a été critiqué pour ne pas avoir évité aux agents des heures supplémentaires obligatoires et pour ne pas avoir soutenu l'agent afro-américain Alfonzo Glover, accusé d'homicide le 30 mai 2006, puis décédé par suicide le même jour. En juin 2006, le vice-président du syndicat démissionne en raison de désaccords avec la « façon de diriger » de Balcerzak. Une pétition pour renvoyer Balcerzak est déposée et un référendum révocatoire a lieu en août 2006. Les résultats sont de 213 en faveur d'une révocation et de 397 en faveur d'un maintien. Lors d'une élection d'administrateur le 9 octobre 2009, Balcerzak n'est pas réélu au poste d'administrateur et quitte son poste de président le 31 décembre 2009.

## Ouvrages cités
- Brian Masters, The Shrine of Jeffrey Dahmer, Londres, Hodder & Stoughton, 1993, 308 p. (ISBN 978-0-340-59194-9, lire en ligne)